# 中华民族园
39°59′04″N 116°23′30″E / 39.9845438°N 116.391542°E
中华民族园，又称中华民族博物院，位于北京市朝阳区民族园路1号，是以中华人民共和国各民族文化、文物、社会生活为主题的公园和人类学博物馆。由民营企业北京中华民族园有限公司运作。

## 历史

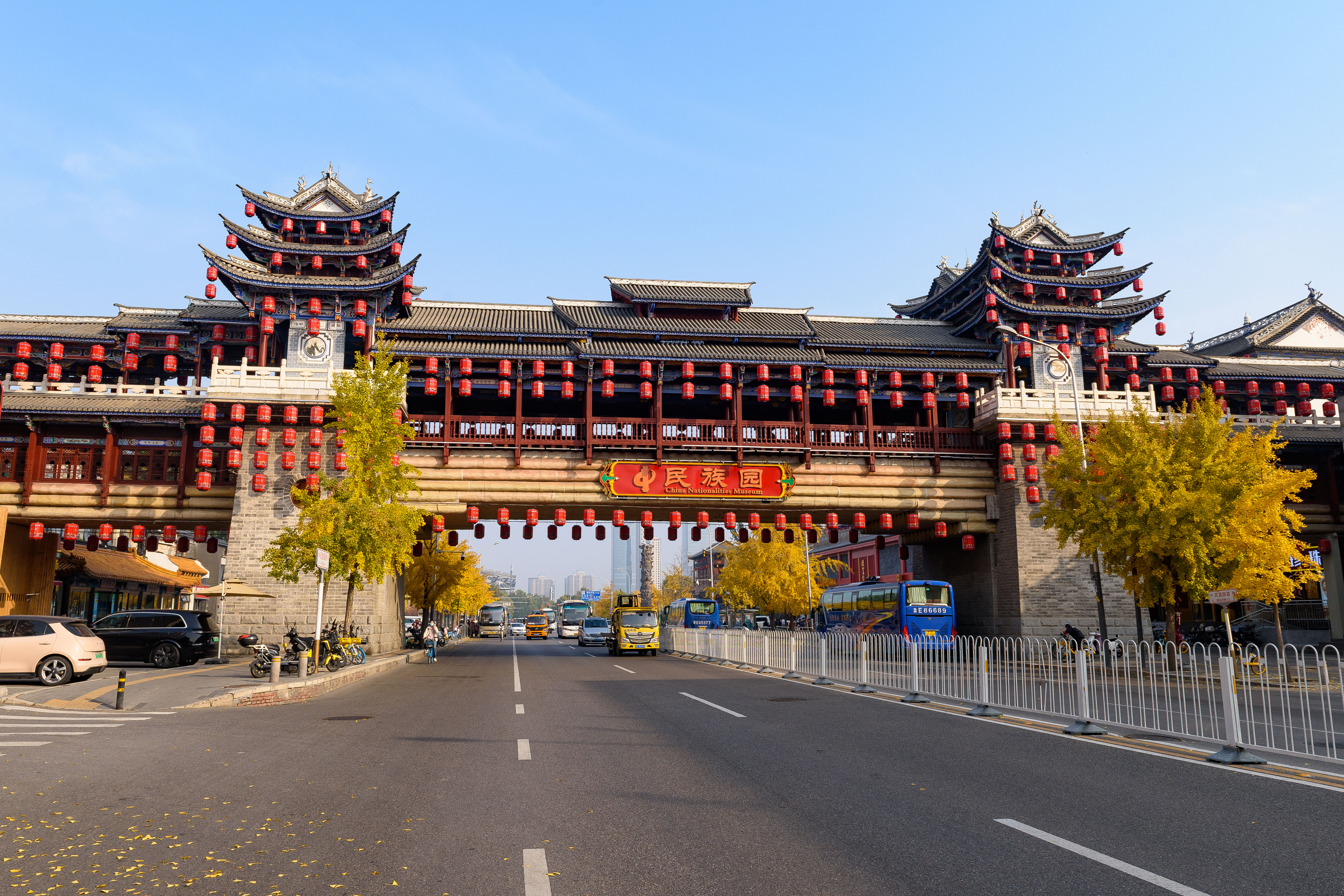
连接南北两园的民族大桥，仿照风雨桥样式，2000年11月建成

中华民族园（中华民族博物院）位于北京城市中轴线北段西侧。北至北四环中路，南至北土城西路，东至北辰路，西至北辰西路，占地面积50公顷。分为南区、北区，两区之间有民族园路分隔。中华民族园是北京奥林匹克公园的组成部分。
中华民族园1992年开始建设，1994年6月18日北园建成开放，2001年9月29日南园建成开放。该园是由海外华侨侨领雷学金（祖籍福建南安，畲族人）发起建设。该园的建设获得了中共北京市委、北京市人民政府的支持，以及中华人民共和国各少数民族自治地方政府和民众的帮助，海外华侨的资助。园区建成开放时，由中共北京市委、北京市人民政府主持，举行开幕仪式。

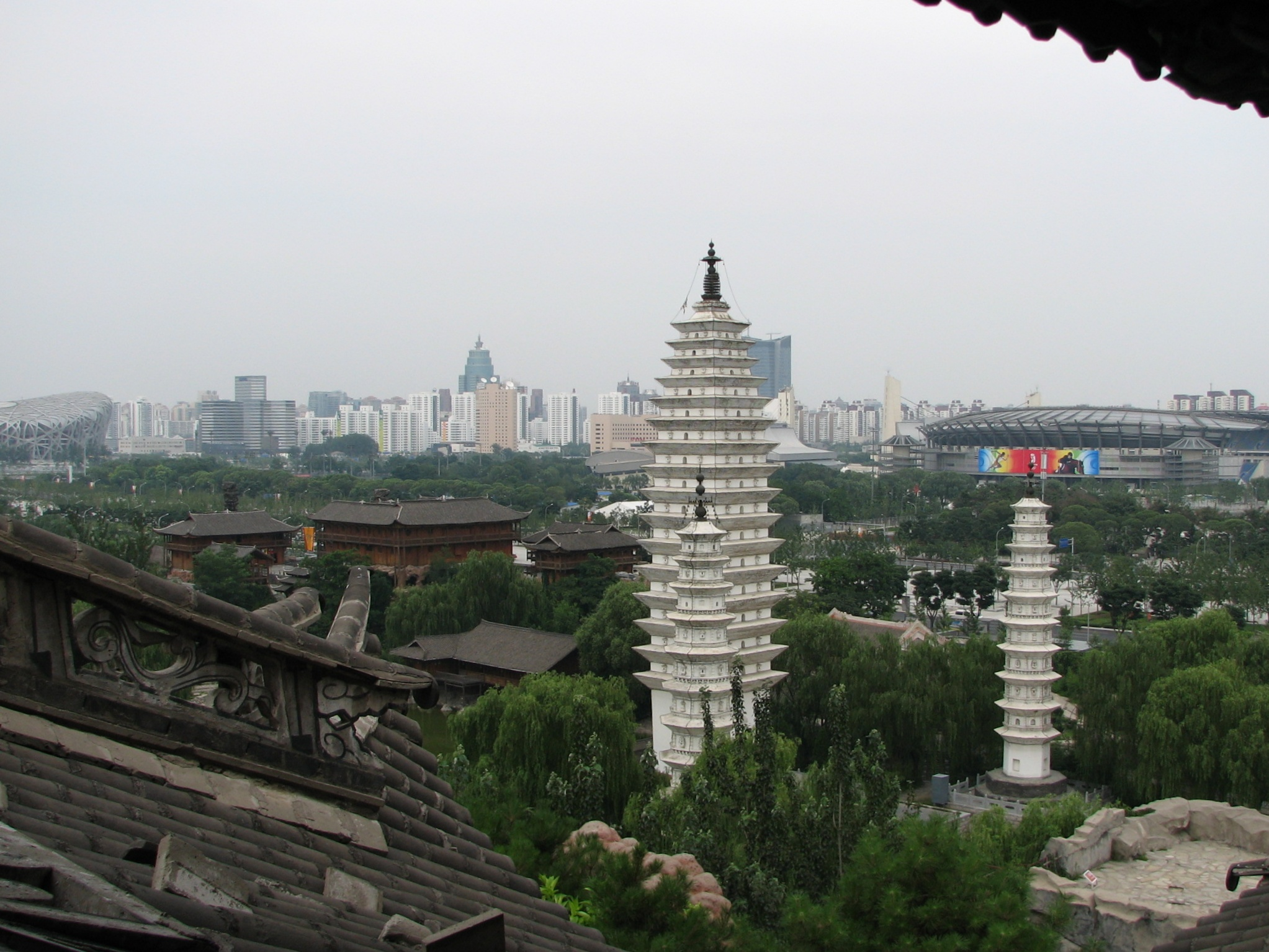
园内的大理三塔

中华民族园是北京市“八五”建设和建国50周年大庆的重点工程。先后举办了北京市人民政府外国使节招待会、国家旅游局“中国民俗旅游年”开幕式、北京国际旅游文化节闭幕式等活动。该园还是中华人民共和国建国45周年、50周年、55周年大庆的中央会场。1999年中华人民共和国国庆期间，中华民族园举办“民族之光”主题游园活动，12万人次观众前来参观。进入21世纪，中华民族园客流量下滑。2004年中华民族园曾举办首次民族园庙会，但游客很少。作为北京市著名的老牌主题公园，同时也是一家民营企业（北京中华民族园有限公司），中华民族园在21世纪初的经营情况并不乐观。2001年，国家旅游局公布首批国家4A级旅游景区，其中包括中华民族园。但在2016年12月，国家旅游局公布旅游景区整顿结果，中华民族园因质量等级复核分数未达标，被撤销国家4A级旅游景区资质。
2001年8月3日，北京市文物局批准北京中华民族园正式更名为“北京中华民族博物院”，成为一家大型人类学博物馆。此后中华民族园对外使用“中华民族园”和“中华民族博物院”两个名称，并逐渐由主题公园向博物馆转型。
中华民族园（中华民族博物院）内建有中国56个民族的民族特色建筑，收藏有十多万件民族文物、展品，并举办各民族文化展览和表演。中华民族园（中华民族博物院）的展馆由主展馆和分馆组成。主展馆内设有：祖宗堂、车船驿站、绣房、书房、育儿房、礼房、度量衡、箱房、纺织坊、农家院、鞋帽包、中国明清两朝床具展览、清代民国时期脸盆架展览、清代衣架展。分馆共有56个，设在中国56个民族的56组建筑中，每个民族设一个博物馆，馆内展示该民族的历史文化和民俗。这56组民族建筑是中华民族园（中华民族博物院）的独特之处，极富特色。1998年北京中华民族博物院（中华民族园）获得世界建筑师大会组委会颁发“保护民族建筑奖”。